# إن إي سي
شركة إن إي سي (بالإنجليزية: NEC)‏ باللغة اليابانية (日本電気株式会社, Nippon Denki Kabushiki Gaisha) هي شركة تكنولوجيا معلومات يابانية متعددة الجنسيات مكاتبها الرئيسية يقع في ميناتو، طوكيو، اليابان. شركة إن إي سي هي جزء من مجموعة سوميتومو التي تزود حلول شبكات وتكنولوجيا المعلومات إلى قطاع الشركات، مزودي خدمات الاتصالات، والقطاع الحكومي. كانت الشركة تعرف باسم Nippon Electric Company وتعني بالعربية شركة كهرباء اليابان، قبل أن يتحول الاسم في عام 1983 إلى الاسم الحالي Nippon Denki Kabushiki Gaisha والذي يعني باللغة العربية شركة كهرباء اليابان المساهمة. تعتبر شركة إن إي سي واحدة من 20 شركة كبرى في صناعة أشباه الموصلات في العالم.

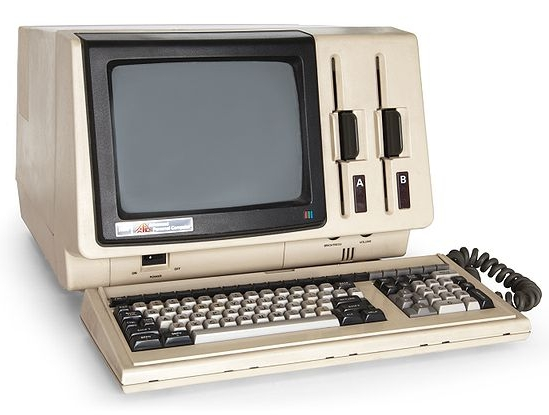
A 1982 NEC APC microcomputer

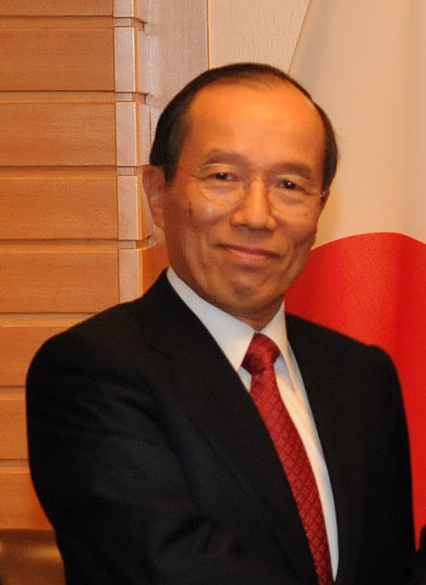
Kaoru Yano, the current Chairman of NEC

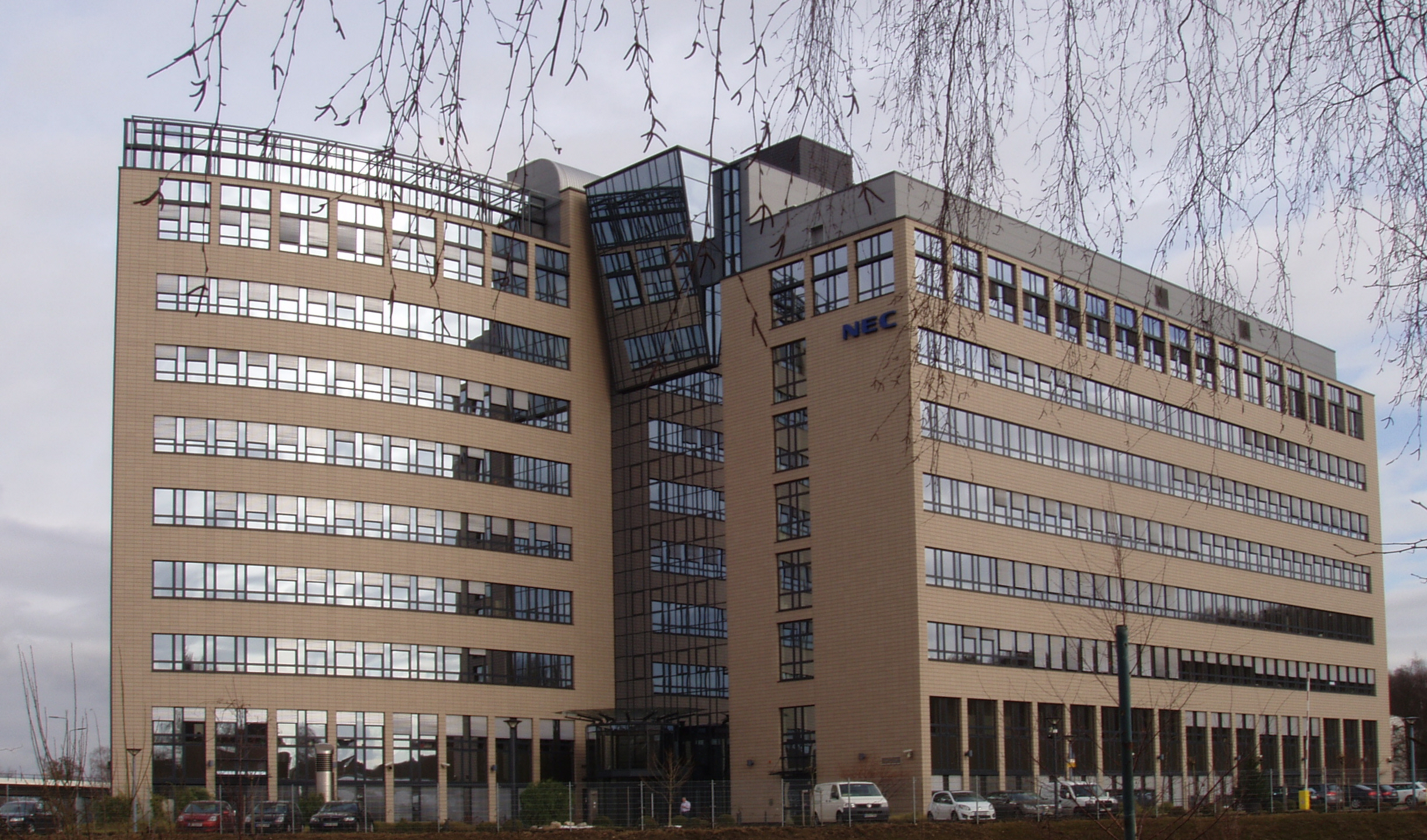
مقر الشركة الأوروبي الرئيس في ألمانيا

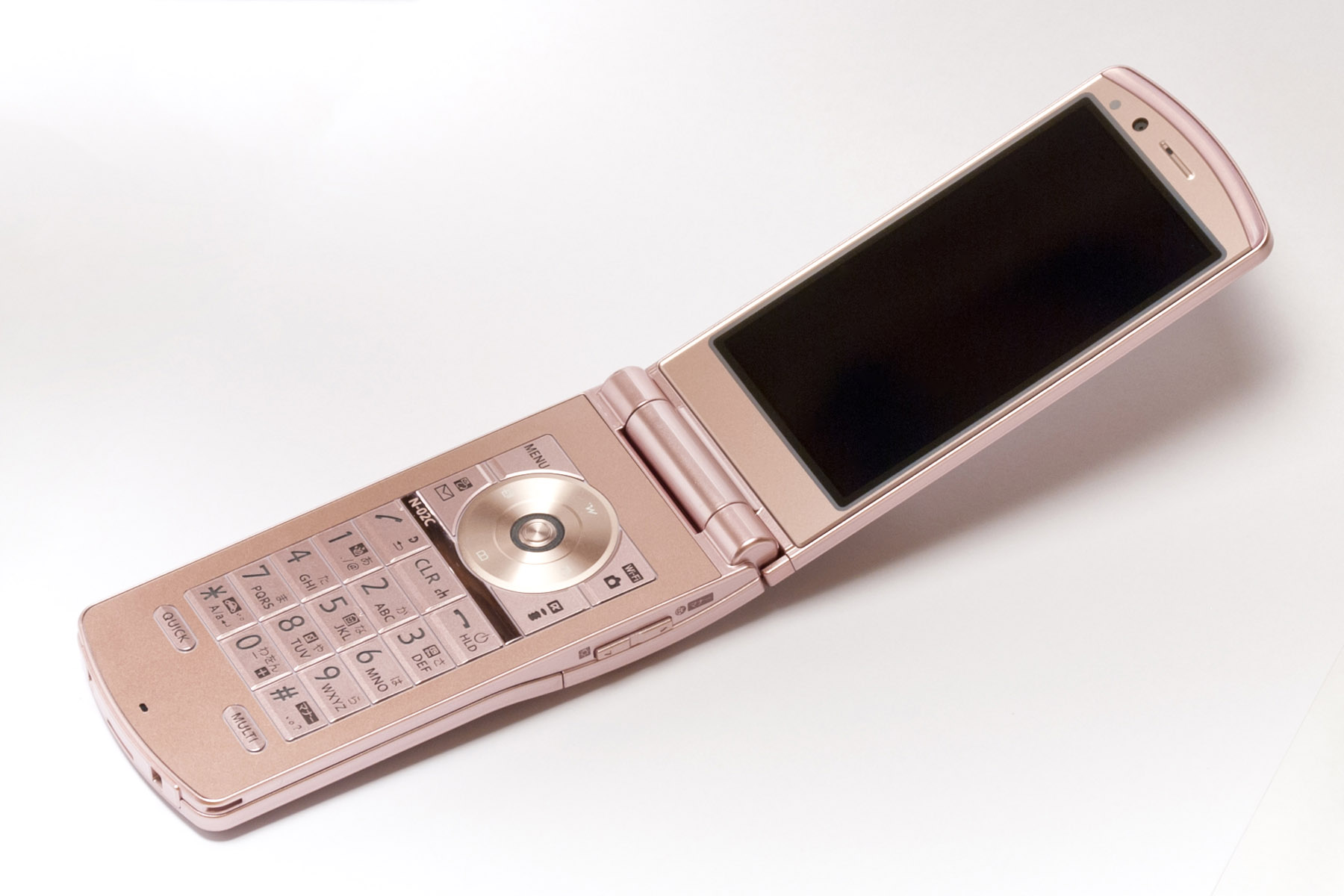
An NTT DoCoMo FOMA N-02C mobile phone produced by NEC

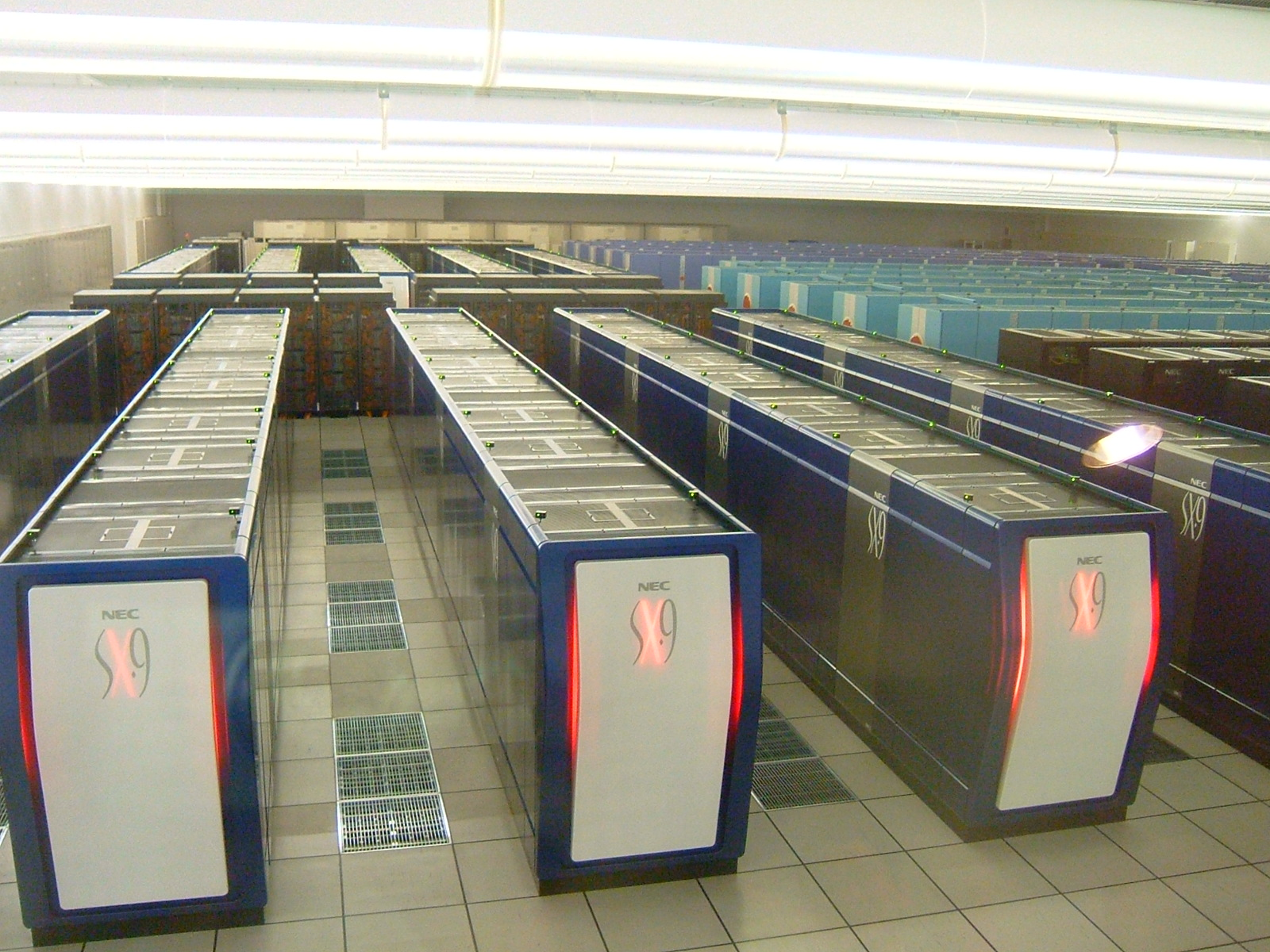
محاكي الأرض

## تاريخ الشركة

### التأسيس
تأسست شركة كهرباء اليابان في 31 أغسطس لعام 1898 من قبل كونيهيكو إواداري وتاكاشيرو مائيدا باستخدام معدات قاموا بشرائها من شركة ميوشي لصناعة الكهربائيات.

### الإنتاج الأولي
بدأت الشركة بتصنيع، بيع وصيانة الهواتف والقواطع الكهربائية. قامت الشركة بتحسين منشآتها عندما أنشأت مصنع ميتا في عام 1901. قامت وزارة الاتصالات بتبني تقنية جديدة وهي لوحة قواطع كهربائية في عام 1903.

### الاتحاد مع سوميتومو
في عام 1919 بدأت شركة كهرباء اليابان أول اتحاد لها مع سوميتومو. وكان دور الشركة حينها هو تصنيع معدات الكوابل لشركة سوميتومو.

### زلزال كانتو الكبير
ضرب زلزال كبير اليابان يدعى زلزال كانتو الكبير في عام 1923. حيث قتل حوالي 140.000 شخص، وشرد ما يقارب 3.4 مليون آخرين. دمر أربع من مصانع شركة كهرباء اليابان وقتل 105 من مهندسيها وعمالها. تعطلت صناعة الاتصالات والهاتف بسبب الدمار الحاصل. وبعد الزلزال قامت وزارة الاتصال بتنصيب نظام اتصال اتوماتيكي كان لشركة إن إي سي النصيب الكبير في تزويد نظام التحويل الأوتوماتيكي له.

## تطور الشركة

### بث إذاعي
بدأت شركة كهرباء اليابان أعمال الراديو في عام 1924، حيث استورد تجهيزات البث من شركة ويسترن إلكتريك. ومع توسع محطات البث الإذاعي في اليابان عملت الشركة على تطوير أجهزة راديو لتغطية طلب السوق.

### أبحاث الميكروويف
في عام 1939 أسست شركة كهرباء اليابان مخبر للأبحاث في مصنع تاماغاوا. وأصبحت أول شركة يابانية تنجح في اختبارات الاتصالات عبر أمواج الميكروويف.

### الحرب العالمية الثانية
تم وضع مصنعين للشركة في عام 1938 تحت السيطرة العسكرية. ودمر القصف الجوي الكثير من مصنع تاماغاوا منقصاً من إنتاجه. ومع نهاية الحرب كان الإنتاج قد تراجع كثيراً بسبب تدمر المنشآت الفادح، وبعد الحرب بدأت الشركة باستعادة قوتها تدريجياً وأعادت افتتاح أكبر معاملها في عام 1946.

### العصر الجديد
بعد التوسع الكبير للشركة محلياً وعالمياً احتفلت الشركة بذكرى تأسيسها المئوية عام 1999. وفي عام 2007، أسست شركتي إن إي سي ونيسان شركة مشتركة لإنتاج بطاريات لاستخدامها في السيارات الهجينة.

## أقسام الشركة
تقسم شركة إن إي سي إلى ثلاث أقسام رئيسية: تكنولوجيا المعلومات، حلول شبكات الاتصال، والأجهزة الإلكترونية. ويقوم قسم أعمال تكنولوجيا المعلومات حلولاً للشركات، القطاع الحكومي، والمستهلكين الأفراد على شكل برامج حاسوبية، عتاد الحاسوب، وخدمات أخرى. ويقوم قسم حلول شبكات الاتصال يقوم بتصميم وتزويد أنظمة الشبكات العريضة النطاق، أنظمة شبكات الاتصالات وأجهزة الهاتف النقال، أجهزة الهاتف النقال وأنظمة أخرى. ويقوم قسم الأجهزة الإلكترونية بأعمال أنصاف النواقل، شاشات العرض، والقطع الإلكترونية الأخرى. كما تنتج شركة إن إي سي العديد من أنواع أجهزة الحاسب للسوق اليابانية.

## وصلات خارجية
- الموقع الرسمي